# Pales funesta
Pales funesta là một loài ruồi trong họ Tachinidae.